# Соха (Лодзинське воєводство)
Со́ха (пол. Socha) — село в Польщі, у гміні Варта Серадзького повіту Лодзинського воєводства.
Населення — 128 осіб (2011).
У 1975—1998 роках село належало до Серадзького воєводства.

## Демографія
Демографічна структура станом на 31 березня 2011 року:
|          | Загалом | Допрацездатний вік | Працездатний вік | Постпрацездатний вік |
| -------- | ------- | ------------------ | ---------------- | -------------------- |
| Чоловіки | 65      | 11                 | 47               | 7                    |
| Жінки    | 63      | 11                 | 29               | 23                   |
| Разом    | 128     | 22                 | 76               | 30                   |